# Diego Ângelo
Diego Ângelo de Oliveira (Anápolis, 12 februari 1986) - alias Diego Ângelo - is een Braziliaans voetballer. Hij verruilde in januari 2020 op huurbasis Antalyaspor voor Kayserispor.

## Carrière
Diego Ângelo tekende in 2005 zijn eerste profcontract bij Santos FC. Dat verliet hij in 2007 voor Ituano FC hem halen. In 2007 begon hij aan een buitenlands avontuur bij Naval. Nadat hij daar drie jaar speelde, haalde Genoa CFC Diego Ângelo naar Italië. Daar werd hij meestal gebruikt als wisselspeler. In 2010 tekende hij een driejarig contract bij Eskişehirspor.